# Arteterapia

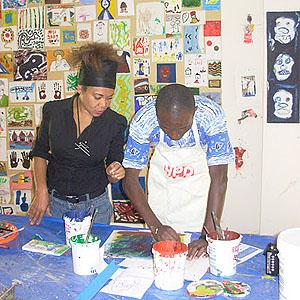
Taller de arteterapia en Senegal.

La arteterapia es una forma de psicoterapia que utiliza las artes plásticas como medio de recuperar o mejorar la salud mental y el bienestar emocional y social. Se trata de un tipo de psicoterapia integrada en el concepto genérico de Terapia artística, ya que utiliza diferentes disciplinas artísticas para llevarse a cabo.
Cabe destacar que el término arteterapia se ha definido de manera sutilmente distinta por las diversas asociaciones internacionales, como por ejemplo:
La Asociación Profesional Española de Arteterapeutas (ATe) define la Arteterapia como la “Aplicación psicoterapéutica del proceso artístico que se basa en la importancia de la relación entre persona usuaria y arteterapeuta. Utiliza esencialmente los medios propios de las artes visuales para promover cambios significativos y duraderos en las personas, potenciando su desarrollo y evolución como seres individuales y sociales.”
La Asociación Británica de Terapeutas Artísticos define la terapia artística como "una forma de psicoterapia que utiliza los medios artísticos como su modo principal de expresión y comunicación".
La Asociación Estadounidense de Terapia de Arte define la terapia de arte como: "una profesión integradora de salud mental y servicios humanos que enriquece las vidas de las personas, las familias y las comunidades a través de la creación de arte activa, el proceso creativo, la teoría psicológica aplicada y la experiencia humana dentro de una relación psicoterapéutica. "

## Antecedentes
La arteterapia surge en Europa y en Estados Unidos desde finales del siglo XIX y se desarrolla plenamente a partir de la Segunda Guerra Mundial hasta el presente. Esta disciplina emerge en el momento en el que el clima intelectual -tanto en el ámbito psicoterapéutico como en el artístico y el social- están lo suficientemente maduros para permitir su desarrollo y su reconocimiento. Se considera que tres fueron los factores fundamentales que propiciaron y catalizaron la aparición de la arteterapia: el auge del psicoanálisis, las vanguardias artísticas del siglo XX y la Segunda Guerra Mundial.
Los efectos de la práctica y de la contemplación de las artes sobre la mente, las emociones y la fisiología humanas, se conocían y se veían utilizando desde tiempos ancestrales, en todas las culturas. El uso de la expresión simbólica se hace presente en las decoraciones rituales de la mayoría de las culturas invistiéndose a menudo de un carácter mágico. Desde las pinturas de Altamira hasta las pinturas de arena de los navajos y los mandalas de los tibetanos, las máscaras africanas o iconos de Bizancio, el arte se ha utilizado para sanar y reparar la visión y la realidad de los individuos y/o de los grupos sociales.
El arte terapia remonta a finales de la Segunda Guerra Mundial donde comenzó a utilizarse con fines terapéuticos debido a los problemas psíquicos que presentaban los soldados de aquel entonces El arte terapia, como modalidad terapéutica surge en el siglo XX, recoge la experiencia de psiquiatras como Max Simon en Francia, a fines del siglo XIX, y Hans Prinzhorn en la Alemania del primer cuarto del siglo XX, quienes se preocuparon de la producción plástica de los enfermos mentales, la coleccionaron y estudiaron. Asimismo, durante el siglo XX se comenzaron a estrechar los vínculos con el campo de la salud mental, el uso de figuras rituales e imágenes con fines curativos, los planteamientos de Freud y Jung en torno al lenguaje simbólico del inconsciente. Igualmente, la acción de pedagogos innovadores que estimularon la expresión creadora en los niños con métodos activos de enseñanza, como los de Decroly, Montessori y Rudolf Steiner. También, se tiene conocimiento que existían dentro del mundo varias colecciones de arte psicopatológico, por ejemplo, la colección parisina de Marie del Hospital Saint-Anna. Formando parte de la Colección de Arte Bruto (Jean Dubuffet, 1973) que se encuentra hoy en Lausanne (Suiza). Otro antecedente, es el Hospital Víctor Larco Herrera (Lima – Perú), que contiene una vasta colección de expresiones pictóricas y gráfica que es la obra de esquizofrénicos hospitalizados. El comienzo de esta colección data de los años 1920, impulsada por el doctor H. Delgado, contemporáneo de Hanz Prinzhorn. El Arte Terapia se formaliza como práctica clínica en la segunda mitad del siglo XX, siendo reconocida la profesora estadounidense Margaret Naumburg, como una de las primeras arteterapeutas. Es la primera psicoterapeuta con formación psicoanalítica que incorpora la plástica como herramienta terapéutica central en su trabajo. Para ella, los fundamentos de la terapia artística se encuentran en la expresión de los sentimientos y pensamientos más importantes de las personas que, proviniendo del inconsciente, se manifiestan a través de imágenes y no mediante las palabras. A partir de entonces muchos terapeutas, desde diferentes enfoques teóricos se han interesado en este campo de trabajo, dando origen a diversas modalidades de terapia artística.

## Principales exponentes
- Adrian Keith Graham Hill acuñó el término “arteterapia” por primera vez en 1942, puesto que esperaba ganar el apoyo de la profesión médica y pensó que el término “terapia” sería bien aceptado.

- Marian Milner, quien escribió On not being to paint y publicado en 1950.

- Margaret Naumberg, quien se dedicó en crear procesos para elaborar la arteterapia y escribió libros como Dinamically oriented art therapy publicada en 1966, Schizophernic Art (1950) y Psychoneurotic Art (1953), además de numerosos artículos.

- Edith Kramer se especializó en arteterapia con niños.

## Objetivos y materiales
Los objetivos de la arteterapia son los de la psicoterapia. Específicamente se centran en la capacidad del arte como forma de comunicación, de este modo ayudan a expresar y comunicar sentimientos, facilitando la reflexión, la comunicación, y permitiendo los necesarios cambios en la conducta. 
La arteterapia puede ayudar a los individuos de las siguientes maneras:
- Permitiendo la expresión de sentimientos difíciles de hablar, proveyendo de este modo una vía de comunicación
- Haciendo la expresión verbal más accesible
- Incrementando la autoestima y la confianza

Los materiales artísticos pueden variar mucho dependiendo de diversos factores como la elección o la disponibilidad. Se pueden usar tanto materiales tradicionales: acuarela, óleo, lápices de color, rotuladores, etc., como material de reciclaje: cajas, revistas, cuerdas, lana, juguetes, ropa, entre otros. Las nuevas formas de tecnología como computadoras, software y creación de estudios virtuales se han ido incorporando a la práctica. El arte en la arteterapia se desarrolla de modo paralelo a las nuevas formas culturales.
Teniendo en cuenta los objetivos, la evaluación de la calidad o belleza de las creaciones artísticas tiene un interés secundario. 

## Importancia
Freud remarca que el arte es más bien una necesidad intrínseca a la psique de las personas con enfermedades mentales, y por ende su expresión en el arte debe admirarse con el mismo respeto con el que se admiraría la obra de un artista sano, ya que lo relevante del arte es su expresión, no la intencionalidad que se busca comunicar, son estas obras las que buscan crear símbolos para dotar de significado al mundo y por lo mismo son una prueba de la psique del artista sin importar si se considera enfermo mental o no. Empero lo que se debe valorar en la arteterapia es la manera en la que evidencia la importancia del arte mismo, por la forma en la que los beneficios del arte se hacen aparentes en el desahogo catártico de los sentimientos para así liberar la imaginación del paciente. Lo que se plasma, no es una muestra estética, sino un reflejo de la psique.
En el ámbito educativo también la arteterapia es una técnica para conocernos a nosotros mismos y para poder canalizar nuestras emociones, digamos que es un canal emocional, que no solo sirve a adultos, sino a niños. Porque a través del arte somos capaces de explorar, probar, errar y enmendar en tal sentido hoy en día esta técnica se viene profundizando en las diversas escuelas con la finalidad de que cada estudiante se exprese libremente.

## Aplicaciones de la arteterapia
- Enfermedades degenerativas
- Discapacidades físicas y psíquicas
- Hospitalización y rehabilitación
- Adicciones
- Trastornos alimenticios